# Ecdemus fuliginosa
Ecdemus fuliginosa är en fjärilsart som beskrevs av Rothschild 1912. Ecdemus fuliginosa ingår i släktet Ecdemus och familjen björnspinnare. Inga underarter finns listade i Catalogue of Life.